# Lagrangepunt

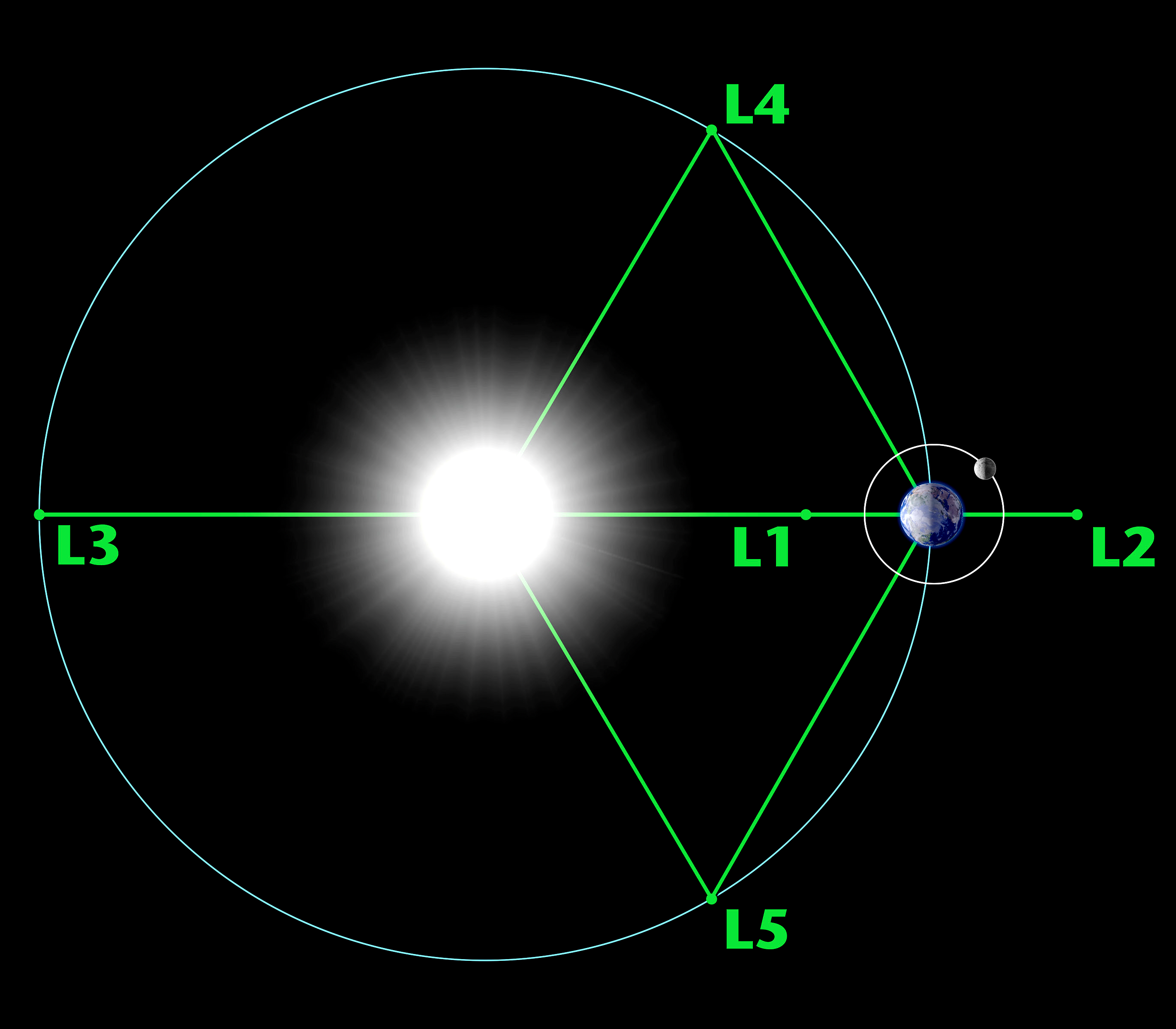
De vijf Zon-Aarde lagrangepunten

Een lagrangepunt (vernoemd naar de Italiaanse wiskundige en astronoom Joseph-Louis Lagrange) is een specifieke vorm van baanresonantie. In een lagrangepunt kan een klein object zoals een ruimtestation een vaste relatieve positie behouden ten opzichte van twee hemellichamen die rond een gezamenlijk zwaartepunt draaien. Deze positie is, afhankelijk van het geval, min of meer stabiel.
Hierbij moet de massa van het object in het lagrangepunt verwaarloosbaar zijn ten opzichte van de twee hemellichamen, en moet het object de juiste snelheid en richting hebben. Ieder tweelichamensysteem dat draait rond een gemeenschappelijk zwaartepunt heeft vijf lagrangepunten, waarvan er drie liggen op de verbindingslijn tussen de twee hemellichamen. Tweelichamensystemen waarvoor dit van toepassing is zijn bijvoorbeeld zon en aarde, de zon en een andere planeet, en de aarde en haar maan. Het kleine object kan in plaats van "stil te staan" op een lagrangepunt er ook een baan omheen beschrijven.
Lagrangepunten hebben diverse voordelen als positie voor een ruimtestation, net zoals een geostationaire baan voor bepaalde observatie- en communicatiedoeleinden voordelen heeft.

## Lagrangepunten van het zon-aarde-systeem

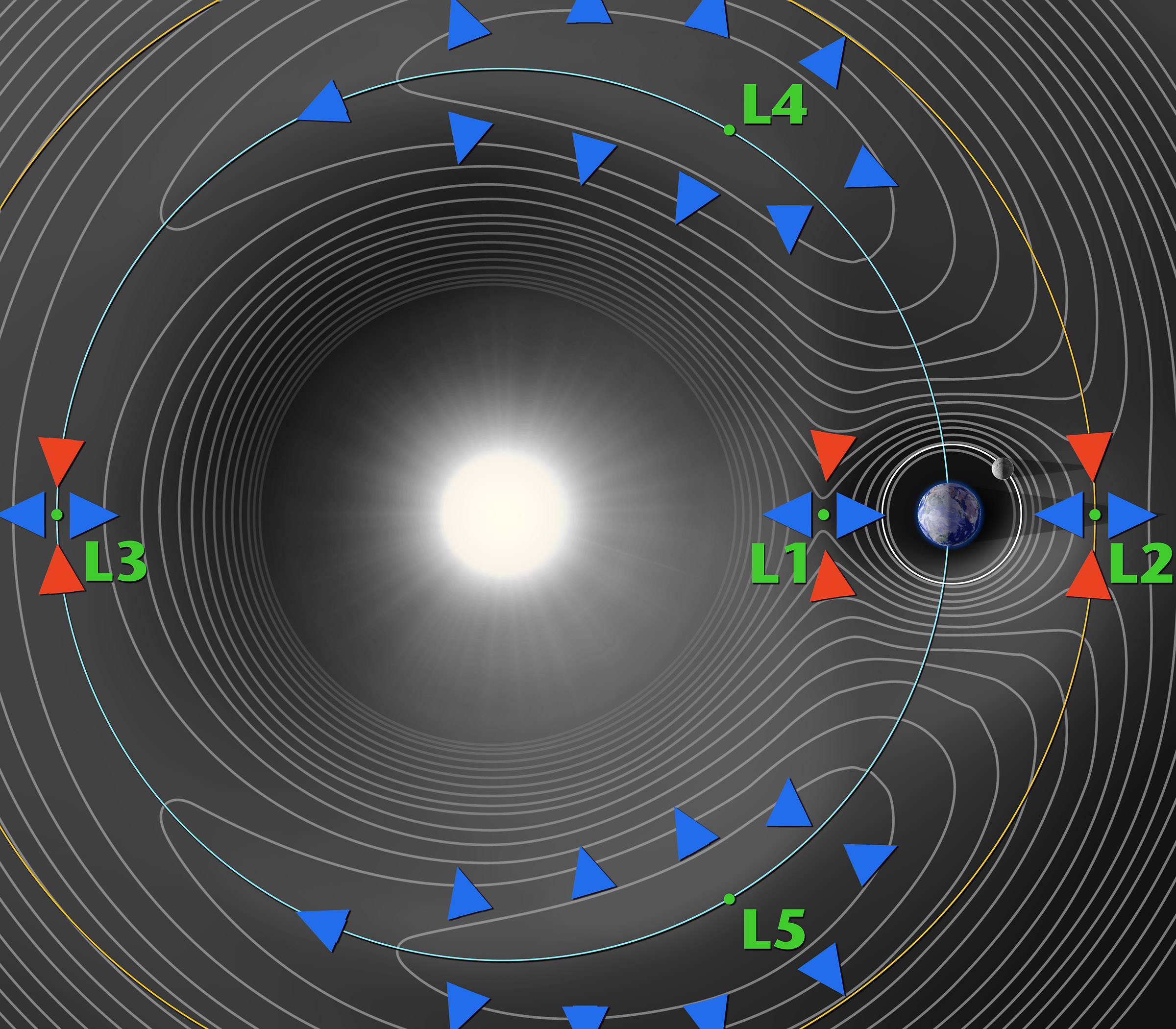
Lagrangepunten van het zon-aarde-systeem

De lagrangepunten worden hieronder uitgelegd voor het zon-aarde-systeem, maar een en ander geldt mutatis mutandis ook voor andere tweelichamensystemen.

### Lagrangepunt L1
Het punt L1 ligt op de rechte lijn tussen aarde en zon. Een object dat dichter bij de zon staat dan de aarde moet volgens de Derde Wet van Kepler een kortere omlooptijd hebben dan de aarde. Als we op de rechte lijn tussen aarde en zon echter dicht genoeg bij de aarde komen, zal de zwaartekracht van de aarde voldoende sterker zijn dan die van de zon, en zal de omlooptijd van een object in dat punt langer worden. Hierdoor bestaat het punt L1, waarin de omlooptijd gelijk is aan die van de aarde.
Bij benadering geldt voor de afstand tot de aarde
{\displaystyle x=\left({\frac {m_{aarde}}{3m_{zon}}}\right)^{1/3}d}
Na het invullen van de massa van de aarde: 5,972⋅1024 kg, massa van de zon: 1,989⋅1030 kg en de afstand aarde-zon: 149.600.000 km krijgen we een afstand 1,5 miljoen km van de aarde. Lagrangepunt L1 ligt dus op viermaal de afstand tot de maan, in de richting van de zon. Joseph-Louis Lagrange (1736—1813) heeft dit punt voor het eerst berekend. 
De zonneobservatiesatelliet Solar and Heliospheric Observatory (SOHO) is in L1 geplaatst, zodat deze continu zicht op de zon heeft. De satelliet beschrijft een baan om L1 heen zodat deze dus niet precies in de richting van de zon staat. Dit zou namelijk de communicatie bemoeilijken vanwege interferentie met de zonnestraling. Ook is een baan om L1 enkel mogelijk in het vlak loodrecht op de lijn aarde-zon, gezien de stabiliteit van L1. De baan van SOHO heeft een halve lange as van ongeveer 660 000 km in de richting van de omloopbaan om de zon. Met een afstand van ongeveer 1,5 miljoen kilometer van de aarde ligt de maximale afwijking van de zonsrichting op enige tientallen graden.
Ook het Deep Space Climate Observatory (DSCOVR) bevindt zich hier.

### Lagrangepunt L2
Lagrangepunt L2 ligt net als L1 op de rechte lijn die door aarde en zon gaat, maar nu aan de andere kant van de aarde. Een object met een baan buiten die van de aarde heeft normaal gezien een langere omlooptijd dan de aarde. De zwaartekracht van de aarde werkt echter in dezelfde richting als die van de zon. Door deze opgetelde grotere inwaartse kracht kan het object met een hogere baansnelheid en met dezelfde hoeksnelheid en omlooptijd als de Aarde om de Zon bewegen. De omlooptijd van het object wordt dus verkort. Daardoor bestaat het punt L2. Het ligt op ongeveer even grote afstand van de aarde als L1, maar aan de andere kant: viermaal de afstand tot de maan in de richting weg van de zon, dus steeds in de schaduw van de aarde.
Lagrangepunt L2 wordt gebruikt voor ruimteobservaties omdat een object in L2 dezelfde positie behoudt ten opzichte van de zon en de aarde, waardoor het object vanuit de aarde gezien altijd op een vast punt staat (geen rekening houdend met de rotatie van de aarde zelf). Hierdoor is kalibratie van en communicatie met het object eenvoudiger. Een ruimtegerichte observatiesatelliet op dit punt heeft altijd de zon, de aarde en de maan achter zich, zodat afscherming eenvoudiger is, en observaties rond de klok kunnen doorgaan.
De slagschaduw van Aarde (umbra) reikt tot 1,4 miljoen kilometer van Aarde. L2 bevindt zich daarmee in de halfschaduw (antumbra) van Aarde. In praktijk worden sondes niet op L2 geplaatst maar cirkelen daaromheen op tienduizenden kilometers, waardoor zij zich eveneens in de half-schaduw bevinden (penumbra). Hierdoor kunnen zonnepanelen alsnog energie leveren aan de opererende sonde, terwijl deze alsnog bescherming geniet tegen een teveel aan licht en elektromagnetische straling.
De Wilkinson Microwave Anisotropy Probe is al in een baan rond lagrangepunt L2 van aarde/zon geplaatst. De James Webb-ruimtetelescoop werd eveneens in een baan rond lagrangepunt L2 geplaatst. De Europese ruimtevaartorganisatie ESA heeft in mei 2009 de ruimtetelescoop Herschel en het Planck Observatory in een baan rond L2 gebracht. Op 19 december 2013 is nog een satelliet gelanceerd, de Gaia, die in een Lissajous-achtige baan rond het L2-punt wordt geplaatst.

### Lagrangepunt L3
Lagrangepunt L3 ligt ook op de as tussen aarde en zon, nu echter aan de andere kant van de zon, vanaf de aarde gezien. Een object op dit punt ondergaat de aantrekkingskracht van de aarde en de zon in dezelfde richting. De aantrekkingskracht van de aarde is op deze grote afstand echter gering. Lagrangepunt L3 ligt dan ook vrijwel even ver van de zon als de aarde (de afstand tot het gemeenschappelijke zwaartepunt is iets groter, die tot de zon iets kleiner).
Bij positionering op lagrangepunt L3 is een satelliet steeds buiten zicht van de aarde. Rechtstreekse communicatie met de satelliet lijkt moeilijk (de zon staat ertussen), tenzij via een satelliet op bijvoorbeeld lagrangepunt L4 en L5, met enige tijdvertraging.
Volgens sommige filosofen bevindt zich op die plek een tegenaarde of antichthon, die vanaf de aarde nooit zichtbaar is doordat de zon ertussen staat.

### Lagrangepunten L4 en L5
Lagrangepunten L4 en L5 bevinden zich op de baan van de aarde, met voor- of achterstand van eenmaal de afstand aarde-zon (in rechte lijn, niet langs de kromming van de baan). Het object staat zo in de tip van een gelijkzijdige driehoek, met de as aarde-zon als basis. Doordat de afstanden van het object tot de zon en tot de aarde gelijk zijn, is de verhouding tussen de aantrekkingskrachten gelijk aan de verhouding tussen de massa's van zon en aarde. Hierdoor zal de resulterende kracht exact door het zwaartepunt van het tweelichamensysteem gaan. De resulterende kracht is exact groot genoeg zodat de omlooptijd gelijk is aan die van de aarde.
Lagrangepunten L4 en L5 zijn de enige lagrangepunten die zich even snel bewegen in de omloopbaan rond de zon, omdat ze op dezelfde afstand van de zon gelegen zijn als de aarde. Op L4 bevinden zich de Trojaanplanetoïdes 2010 TK7 en 2020 XL5. Mogelijk bevinden zich op deze punten ook kordylewskiwolken.
Lagrangepunten L4 en L5 van het aarde-maansysteem zijn posities die overwogen worden om eventueel ruimtekolonies te stichten.

## Afleiding van L1 en L2 in het aarde-zon-systeem

Schema voor het berekenen van lagrangepunten 1 en 2

### L1
Lagrangepunt 1 bevindt zich tussen de zon en de aarde. Uit de definitie van een lagrangepunt volgt dat de omlooptijd van dit punt gelijk moet zijn aan de omlooptijd van de aarde in haar baan rond de zon. De formule voor de periode van de aarde halen we uit de gravitatiewet en Middelpuntzoekende kracht:
{\displaystyle {\begin{aligned}{\frac {GM_{zon}M_{aarde}}{d^{2}}}&={\frac {M_{aarde}v^{2}}{d}}\\\\v&={\frac {2\pi d}{T}}\\\\{\frac {GM_{zon}M_{aarde}}{d^{2}}}&={\frac {M_{aarde}({\frac {2\pi d}{T}})^{2}}{d}}\\\\\Leftrightarrow T&={\sqrt {\frac {4\pi ^{2}d^{3}}{GM_{zon}}}}\end{aligned}}}
De kracht op het punt L1 is gelijk aan het verschil van de aantrekking van de zon en de aantrekking van de aarde. De resulterende kracht op het punt moet voor de middelpuntzoekende kracht zorgen met dezelfde omlooptijd als de aarde:
{\displaystyle {\begin{aligned}{\frac {GmM_{zon}}{(d-x)^{2}}}-{\frac {GmM_{aarde}}{x^{2}}}&={\frac {mv^{2}}{d-x}}\\\\v&={\frac {2\pi (d-x)}{T}}\\\\\Leftrightarrow {\frac {GM_{zon}}{(d-x)^{2}}}-{\frac {GM_{aarde}}{x^{2}}}&={\frac {({\frac {2\pi (d-x)}{T}})^{2}}{d-x}}\end{aligned}}}
Om de vergelijking werkbaar te houden veronderstellen we dat {\displaystyle x} klein is ten opzichte van {\displaystyle d} en we bijgevolg de binomiale ontwikkeling mogen toepassen.
{\displaystyle {\begin{aligned}{\frac {GM_{zon}}{d^{2}}}\left(1-{\frac {x}{d}}\right)^{-2}-{\frac {GM_{aarde}}{x^{2}}}&={\frac {4\pi ^{2}d}{T^{2}}}\left(1-{\frac {x}{d}}\right)\\\\\left(1-{\frac {x}{d}}\right)^{-2}\approx 1-2\left(-{\frac {x}{d}}\right)=1+{\frac {2x}{d}}\\\\\Leftrightarrow {\frac {GM_{zon}}{d^{2}}}\left(1+{\frac {2x}{d}}\right)-{\frac {GM_{aarde}}{x^{2}}}&={\frac {4\pi ^{2}d}{T^{2}}}\left(1-{\frac {x}{d}}\right)\\\\\Leftrightarrow {\frac {GM_{zon}}{d^{2}}}\left(1+{\frac {2x}{d}}\right)-{\frac {GM_{aarde}}{x^{2}}}&={\frac {4\pi ^{2}d}{\left({\sqrt {\frac {4\pi ^{2}d^{3}}{GM_{zon}}}}\right)^{2}}}\left(1-{\frac {x}{d}}\right)\\\\\Leftrightarrow {\frac {GM_{zon}}{d^{2}}}\left(1+{\frac {2x}{d}}\right)-{\frac {GM_{aarde}}{x^{2}}}&={\frac {GM_{zon}}{d^{2}}}\left(1-{\frac {x}{d}}\right)\\\\\Leftrightarrow {\frac {GM_{zon}}{d^{2}}}\left(1+{\frac {2x}{d}}\right)-{\frac {GM_{zon}}{d^{2}}}\left(1-{\frac {x}{d}}\right)-{\frac {GM_{aarde}}{x^{2}}}&=0\\\\\Leftrightarrow {\frac {GM_{zon}}{d^{2}}}\left({\frac {3x}{d}}\right)-{\frac {GM_{aarde}}{x^{2}}}&=0\\\\\Leftrightarrow {\frac {GM_{zon}}{d^{2}}}\left({\frac {3}{d}}\right)&={\frac {GM_{aarde}}{x^{3}}}\\\\\Leftrightarrow {\frac {3M_{zon}}{M_{aarde}d^{3}}}&={\frac {1}{x^{3}}}\\\\\Leftrightarrow {\frac {M_{aarde}d^{3}}{3M_{zon}}}&=x^{3}\\\\\Leftrightarrow x&=\left({\frac {M_{aarde}}{3M_{zon}}}\right)^{1/3}d\end{aligned}}}

### L2
Voor lagrangepunt 2 gaat de afleiding op dezelfde manier, men dient wel extra aandacht te besteden aan de mintekens.
De kracht op het punt L2 is gelijk aan de som van de aantrekking van de zon en de aantrekking van de aarde, die staan in dezelfde richting. De resulterende kracht op het punt moet weer voor de middelpuntzoekende kracht zorgen, die ervoor zorgt dat een lichaam op lagrangepunt 2 dezelfde omlooptijd heeft als de aarde:
{\displaystyle {\begin{aligned}{\frac {GmM_{zon}}{(d+x)^{2}}}+{\frac {GmM_{aarde}}{x^{2}}}&={\frac {mv^{2}}{d+x}}\\\\v&={\frac {2\pi (d+x)}{T}}\\\\\Leftrightarrow {\frac {GM_{zon}}{(d+x)^{2}}}+{\frac {GM_{aarde}}{x^{2}}}&={\frac {({\frac {2\pi (d+x)}{T}})^{2}}{d+x}}\end{aligned}}}
We mogen de binomiale ontwikkeling weer toepassen.
{\displaystyle {\begin{aligned}{\frac {GM_{zon}}{d^{2}}}\left(1+{\frac {x}{d}}\right)^{-2}+{\frac {GM_{aarde}}{x^{2}}}&={\frac {4\pi ^{2}d}{T^{2}}}\left(1+{\frac {x}{d}}\right)\\\\\left(1+{\frac {x}{d}}\right)^{-2}\approx 1-\left({\frac {2x}{d}}\right)=1-{\frac {2x}{d}}\\\\\Leftrightarrow {\frac {GM_{zon}}{d^{2}}}\left(1-{\frac {2x}{d}}\right)+{\frac {GM_{aarde}}{x^{2}}}&={\frac {4\pi ^{2}d}{T^{2}}}\left(1+{\frac {x}{d}}\right)\\\\\Leftrightarrow {\frac {GM_{zon}}{d^{2}}}\left(1-{\frac {2x}{d}}\right)+{\frac {GM_{aarde}}{x^{2}}}&={\frac {4\pi ^{2}d}{\left({\sqrt {\frac {4\pi ^{2}d^{3}}{GM_{zon}}}}\right)^{2}}}(1+{\frac {x}{d}})\\\\\Leftrightarrow {\frac {GM_{zon}}{d^{2}}}\left(1-{\frac {2x}{d}}\right)+{\frac {GM_{aarde}}{x^{2}}}&={\frac {GM_{zon}}{d^{2}}}\left(1+{\frac {x}{d}}\right)\\\\\Leftrightarrow {\frac {GM_{zon}}{d^{2}}}\left(1-{\frac {2x}{d}}\right)-{\frac {GM_{zon}}{d^{2}}}\left(1+{\frac {x}{d}}\right)+{\frac {GM_{aarde}}{x^{2}}}&=0\\\\\Leftrightarrow {\frac {GM_{zon}}{d^{2}}}\left(-{\frac {3x}{d}}\right)+{\frac {GM_{aarde}}{x^{2}}}&=0\\\\\Leftrightarrow {\frac {GM_{zon}}{d^{2}}}\left({\frac {3}{d}}\right)&={\frac {GM_{aarde}}{x^{3}}}\\\\\Leftrightarrow {\frac {3M_{zon}}{M_{aarde}d^{3}}}&={\frac {1}{x^{3}}}\\\\\Leftrightarrow {\frac {M_{aarde}d^{3}}{3M_{zon}}}&=x^{3}\\\\\Leftrightarrow x&=\left({\frac {M_{aarde}}{3M_{zon}}}\right)^{1/3}d\end{aligned}}}
Dit is dezelfde benadering als voor L1.

## Lagrangepunten bij andere tweetallen hemellichamen

### Zon en Jupiter
Op de L4- en L5-punten van Jupiter bevinden zich van nature al groepen planetoïden die Trojanen genoemd worden. In maart 2003 waren er al 1560 bekend.

### Zon en Neptunus
In 2001 is een dergelijke planetoïde ook in de baan van Neptunus ontdekt: een rotsblok met een diameter van ongeveer 230 km.

### Zon en Mars
Mars bezit ook 6 trojanen.

### Aarde en maan
L1 en L2 liggen gemiddeld op ongeveer 1.115.000 km van de maan.

## Stabiliteit

### Stabiliteit van L1, L2 en L3
De eerste drie lagrangepunten zijn slechts stabiel bij verplaatsingen loodrecht op de verbindingslijn tussen de hemellichamen. Dit kan het gemakkelijkst worden gezien door het L1 punt te bekijken. Een testmassa die loodrecht op de verbindingslijn van de twee massa's wordt verplaatst zou een trekkende kracht naar het evenwichtspunt voelen. Dit is omdat de zijcomponenten van de zwaartekracht-trekkracht van de twee massa's gericht zijn naar het evenwichtspunt.
Bij verplaatsing langs de verbindingslijn tussen de twee hemellichamen, komt de testmassa dichter tegen een van beide hemellichamen en wordt de zwaartekracht van dat hemellichaam groter en van het andere hemellichaam kleiner. De testmassa zal steeds verder afwijken.
Toch zijn L1, L2 en L3 te gebruiken, doordat slechts zeer weinig brandstof nodig is om kleine afwijkingen te compenseren.

### Stabiliteit van L4 en L5
Lagrangepunten L4 en L5 zijn stabiel als de verhouding van de massa's > 24,96. Dit geldt onder meer voor de zon met een willekeurige planeet, en voor de aarde met de maan. Daardoor kunnen objecten hier wel een miljard jaar op hun plaats blijven, behalve bij de aarde met de maan: verstoringen door de planeten beperken de stabiliteit, maar objecten kunnen hier toch nog wel enkele miljoenen jaren op hun plaats blijven.